# Szczawne (gmina)
Szczawne – dawna gmina wiejska istniejąca w latach 1934–1954 w woj. lwowskim/rzeszowskim (dzisiejsze woj. podkarpackie). Siedzibą władz gminy było Szczawne.
Gmina zbiorowa Szczawne została utworzona 1 sierpnia 1934 roku w powiecie sanockim w woj. lwowskim z dotychczasowych jednostkowych gmin wiejskich: Kamienne, Karlików, Kulaszne, Mokre, Morochów, Płonna, Przybyszów, Rzepedź, Szczawne, Wysoczany i Zawadka Morochowska. Gminy te przekształcono 17 września 1934 w 11 gromad (sołectw) gminy Szczawne.
Po wojnie gmina znalazła się w powiecie sanockim w nowo utworzonym woj. rzeszowskim.  Według stanu z dnia 1 lipca 1952 roku gmina składała się nadal z 11 gromad: Kamienne, Karlików, Kulaszne, Mokre, Morochów, Płonna, Przybyszów, Rzepedź, Szczawne, Wysoczany i Zawadka Morochowska.
Gmina została zniesiona 29 września 1954 roku wraz z reformą wprowadzającą gromady w miejsce gmin. Jej obszar wszedł w skład nowych gromad: Mokre i Szczawne.
Jednostki nie przywrócono 1 stycznia 1973 roku po reaktywowaniu gmin, a jej dawny obszar wszedł w skład gmin:
- Bukowsko (Kamienne, Karlików, Płonna i Przybyszów),
- Komańcza (Kulaszne, Mokre[10], Rzepedź, Szczawne i Wysoczany),
- Tarnawa Górna (Morochów[10] i Zawadka Morochowska[10]).